# Archidiecezja Marsylii
Archidiecezja Marsylii – starożytna archidiecezja Kościoła rzymskokatolickiego w południowej Francji. Biskupstwo Marsylii sięga I wieku. Stanowiła, obok Arles, kolebkę Rytu gallikańskiego. Na początku XIX w. na 20 lat została zlikwidowana (1801-1822). W 1948 została podniesiona do rangi archidiecezji, jednak jej arcybiskup nie uzyskał wówczas statusu metropolity. Stało się tak dopiero w 2002 roku, kiedy w ramach reorganizacji Kościoła francuskiego utworzona została metropolia Marsylii. Arcybiskupem metropolitą Marsylii jest obecnie kardynał Jean-Marc Aveline.